# یانینا (استان اشوی‌داشکسیه)
یانینا (به لهستانی: Janina) یک منطقهٔ مسکونی در لهستان است که در گمینا بوسکو-زدروی واقع شده‌است. یانینا ۴۵۰ نفر جمعیت دارد و ۲۲۰ متر بالاتر از سطح دریا واقع شده‌است.